# ひとりのうた
『ひとりのうた』は、ブリーフ&トランクスの5枚目シングルである。1999年8月25日に、DAIPRO-Xより発売された。

## 収録曲
1. ひとりのうた
  - 作詞：伊藤多賀之
  - 作曲：伊藤多賀之
  - シングル表題曲。一人きりでいることについて、ポジティブな意見を述べた歌。
  - カルビー「ミドルサイズ」CMソング[1]。
2. カテキン
  - 作詞：伊藤多賀之
  - 作曲：ポンキエッリ
  - カテキンの効果を歌った歌。「時の踊り」というバレエ音楽に歌詞を付けたもの[2]。
  - ナショナル「エオリア」CMソング。
3. ひとりのうた（オリジナルカラオケ細根くんハモリ付き）
  - 「ひとりのうた」のカラオケトラック。細根のハモリが挿入されている。